# Кокосова Острва
Кокосова Острва или Острва Килинг (енгл. Cocos Islands, Keeling Islands) је група од 27 малих коралних острва у источном делу Индијског океана, која су у саставу Аустралије. Удаљена су око 1.000 километара западно од Суматре.

## Географија
Површина острва је око 14,2 km². Архипелаг сачињава ненасељено острво Норт Килинг и 24 острвцета око 25 километара јужно од поменутог. Распоређена су у полукруг, а од свих насељена су Ветс Ајланд и Хоум Ајланд. Према постанку спадају у корална, прекривена песком, док је максимална висина 5 метара. Клима је тропска са значајним утицајем океана. Температура је уједначена током целе године и креће се између 25-27 °C, док количина падавина износи 2.000 милиметара. На острвима расту кокосове палме. На северним острвима налази се национални парк, где се гнезди изузетно ретка и ендемична врста птица.

## Становништво и привреда
Популацију чине Малајци настањени на Хоум Ајланду у насељу Бантам и Европљани који живе на Вест Ајланду, који је уједно и административни центар Кокосових острва. Према процени из 2009. године овде живи укупно 596 становника.
Копра (сушено месо кокосовог ораха) је главни производ на острву од којег се добија кокосово уље. Аеродром се налази на Вест Ајланду и остварује редовну линију са Пертом, док се бродски саобраћај одвија у лагунама.

## Историја
Острва је пронашао капетан Вилијам Килинг 1609. Прва насеобина је установљена 1826. године, а 1857. острва је присвојила Велика Британија. Била су под управом гувернера Цејлона (данашња Сри Ланка) 1878. године, а под управом гувернера заједнице насеља мореуза 1886. године, све док нису дошли под управу Сингапура 1903. године. Током Првог светског рата напад немачке крстарице Емден на британску телеграфску станицу на острвима 1914. године довео је до битке код Кокосових острва, једног од првих поморских окршаја током Првог светског рата. Године 1955, Кокосова острва су дошла под управу Аустралије, а 1984. острвљани су гласали да постану њихов део. Породица Клуни-Рос је била једини земљопоседник на острвима од 1886. до 1978. године, када је аустралијска влада купила њихову земљу и дала је тамошњим сељацима.